# Koboko (district)
Koboko is een district in het noorden van Oeganda.
Koboko telt 131.604 inwoners op een oppervlakte van 821 km². In 2005 werd Koboko afgesplitst van het district Arua.